# Indywidualne Mistrzostwa Polski w Zapasach 2007

## Mistrzostwa Polski w Zapasach2007

### Kobiety
15. Mistrzostwa Polski – 12–13 października 2007, Zgierz

### Mężczyźni
- styl wolny

60. Mistrzostwa Polski – 28–29 września 2007, Brzeg Dolny
- styl klasyczny

77. Mistrzostwa Polski – 5–6 października 2007, Janów Lubelski

## Medaliści

### Kobiety
| Kategoria: | Złoto:                         | Srebro:                            | Brąz:                                                                  |
| 48 kg      | Iwona Sadowska Agros Żary      | Malwina Wnuk Szczyt Boguszów       | Anna Łukasiak AZS-AWF Warszawa Anna Sznajder Cement Gryf Chełm         |
| 51 kg      | Roksana Zasina KS „20 Łódź”    | Angelika Głąb Cement Gryf Chełm    | Dominika Osocka Agros Żary Sandra Pachnik WLKS Siedlce                 |
| 55 kg      | Sylwia Bileńska Dąb Brzeźnica  | Dorota Mondorowicz Agros Żary      | Justyna Buga WLKS Siedlce Barbara Woronowicz Agros Żary                |
| 59 kg      | Agata Pietrzyk Suples Kraśnik  | Aldona Haniszewska ZTA Zgierz      | Katarzyna Krawczyk Cement Gryf Chełm Agata Strzelczyk Gwardia Warszawa |
| 63 kg      | Anna Zwirydowska ZTA Zgierz    | Ewelina Głogowska Platan Borkowice | Justyna Barciak Mazowsze Teresin Paulina Czerska Gwardia Warszawa      |
| 67 kg      | Monika Rogień Orlęta Trzciel   | Paulina Grabowska Gwardia Warszawa | Magdalena Bryk-Duda WLKS Siedlce Karina Pach Sobieski Poznań           |
| 72 kg      | Agnieszka Wieszczek ZTA Zgierz | Magda Pietrzyk Suples Kraśnik      | Klaudia Przybylska Sobieski Poznań Marta Śliwińska WLKS Siedlce        |

### Mężczyźni

#### Styl wolny
| Kategoria: | Złoto:                                  | Srebro:                                  | Brąz:                                                                |
| 55 kg      | Marcin Pawlak GKS Górnik Łęczna         | Adrian Hajduk Slavia Ruda Śląska         | Adam Bieńkowski AKS Białogard Robert Rogalewicz Grunwald Poznań      |
| 60 kg      | Sebastian Kaczmarczyk GKS Górnik Łęczna | Mariusz Walkowiak Grunwald Poznań        | Adam Blok Grunwald Poznań Marcin Zborowski Grunwald Poznań           |
| 66 kg      | Damian Jakóbczyk Suples Kraśnik         | Tomasz Rogisz Grunwald Poznań            | Łukasz Góral GKS Górnik Łęczna Radosław Kisiel Grunwald Poznań       |
| 74 kg      | Krystian Brzozowski GKS Górnik Łęczna   | Radosław Marcinkiewicz GKS Górnik Łęczna | Ryszard Leśniewski Budowlani Łódź Szymon Piątkowski Mazowsze Teresin |
| 84 kg      | Radosław Horbik Grunwald Poznań         | Radosław Siejak Grunwald Poznań          | Łukasz Dublinowski AKS Białogard Łukasz Wiechna GKS Górnik Łęczna    |
| 96 kg      | Mateusz Gucman Grunwald Poznań          | Radosław Dublinowski AKS Białogard       | Konrad Dudziak Grunwald Poznań Maciej Hasiec Podlasie Białystok      |
| 120 kg     | Maksymilian Witek GKS Górnik Łęczna     | Adrian Czech Rokita Brzeg Dolny          | Dawid Lewicki Grunwald Poznań Dariusz Smagowski Gwardia Warszawa     |

#### Styl klasyczny
| Kategoria: | Złoto:                                           | Srebro:                                      | Brąz:                                                                     |
| 55 kg      | Mariusz Łoś Agros Żary                           | Kamil Sokołowski Glinice Radom               | Marcin Kunysz Agros Żary Dawid Spalek Pogoń Ruda Śląska                   |
| 60 kg      | Edward Barsegjan Cartusia Kartuzy                | Marcin Jaskot Śląsk Wrocław                  | Paweł Kramarz Śląsk Wrocław Jakub Szczepaniak Śląsk Wrocław               |
| 66 kg      | Przemysław Niedźwiedzki AKS Piotrków Trybunalski | Łukasz Niewiadomski Legia Warszawa           | Mariusz Bielecki Śląsk Wrocław Tomasz Świerk Zagłębie Wałbrzych           |
| 74 kg      | Krzysztof Kowalski GZKS Gorlice                  | Łukasz Fafiński Glinice Radom                | Przemysław Korpacki AZS-AWF Warszawa Michał Król AKS Piotrków Trybunalski |
| 84 kg      | Artur Michalkiewicz Śląsk Wrocław                | Michał Jaworski AKS Piotrków Trybunalski     | Michał Flis Legia Warszawa Andrzej Jaworski AZS-AWF Warszawa              |
| 96 kg      | Andrzej Deberny Legia Warszawa                   | Marek Szustek Legia Warszawa                 | Artur Mikołajczyk Agros Żary Marcin Olejniczak Grunwald Poznań            |
| 120 kg     | Łukasz Banak Śląsk Wrocław                       | Sławomir Szczepanik AKS Piotrków Trybunalski | Kamil Błoński Unia Racibórz Marek Mikulski Legia Warszawa                 |